# Monastère Notre-Dame d'Hurtebise
Le monastère Notre-Dame d'Hurtebise est une communauté de moniales bénédictines fondée en 1935, situé sur les hauteurs de la ville de Saint-Hubert, en Belgique, en province de Luxembourg.

## Histoire
Reprenant en 1935 une ancienne ferme sur le plateau d'Hurtebise (550 mètres d'altitude) près de la ville de Saint-Hubert (Belgique) les moniales y construisent en 1938 un nouveau monastère.

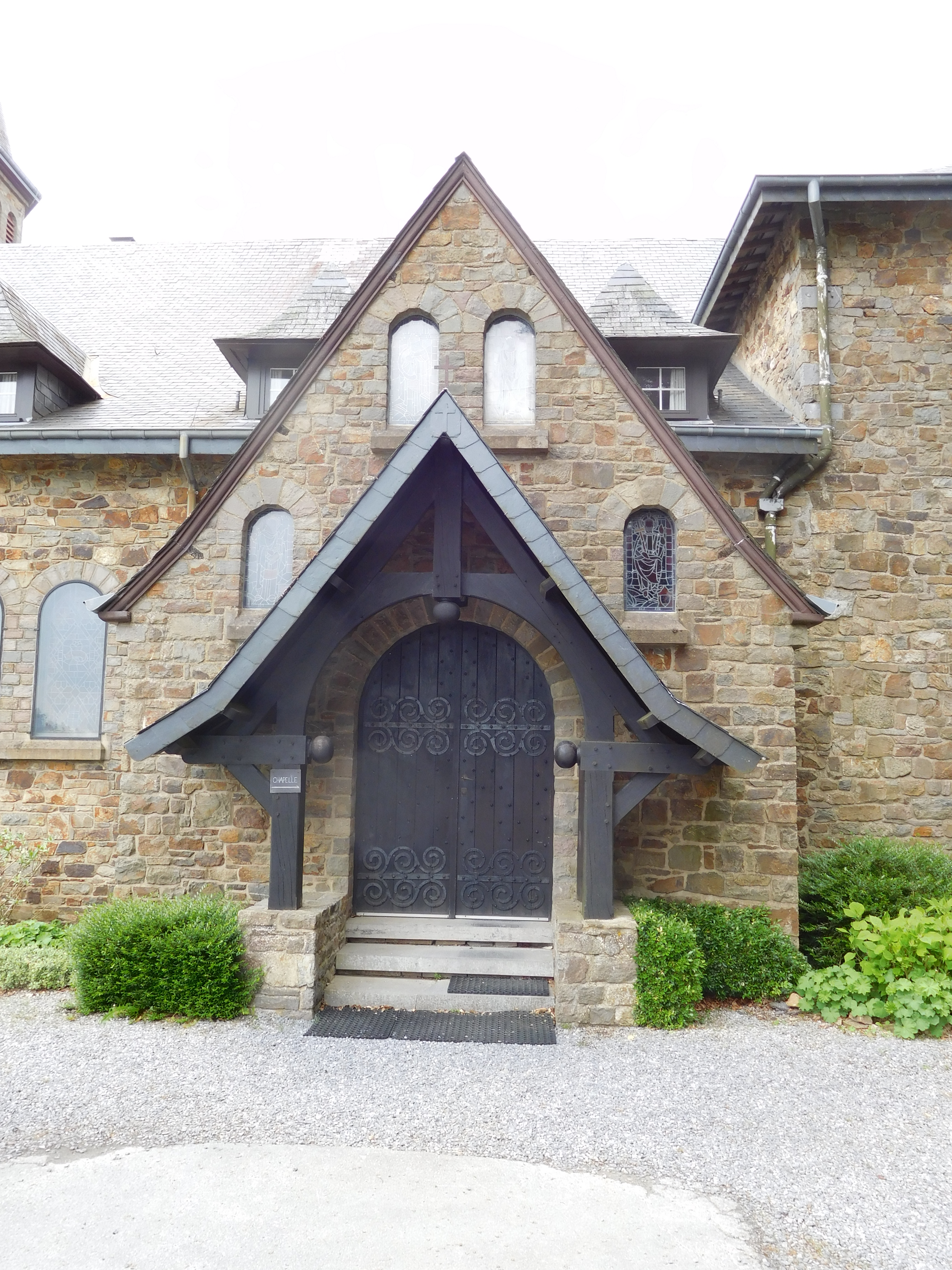
L'entrée du monastère

La communauté comprend aujourd'hui[Quand ?] une quinzaine de moniales qui suivent la règle de saint Benoît. Des retraites et sessions religieuses y sont organisées, le monastère accueille toute personne (groupes scolaires, congrégations, etc.) en quête d'un moment de réflexion. La communauté accueille également des étudiants en blocus.
En 2017, avec l'arrivée des moniales de l'abbaye du Sacré-Cœur  d'Oriocourt (Lorraine) et à l'impulsion de ces dernières, la communauté s'est vu confier par Jean-Christophe Lagleize, évêque de Metz, la mission de « Prier pour l'Europe et faire connaître le rayonnement du Serviteur de Dieu Robert Schuman ».[réf. nécessaire]
En 2021, sœur Marie-Jean est élue prieure, succédant à sœur Myrèse qui aura fait trois mandats de huit ans.

## Mode de vie
La vie à Hurtebise est rythmée par le travail, la prière des heures avec le chant des psaumes (Ora et labora), la lecture de la Bible et le commentaire de l'Évangile.
La communauté partage ses offices religieux avec ceux et celles qui le souhaitent. La messe est célébrée uniquement le dimanche à 10h30. En semaine, la liturgie eucharistique est remplacée par une liturgie de la Parole appropriée. Le troisième vendredi du mois, à 16h45 sont célébrées des 'vêpres pour l'Europe'.